# Domenico Biancolelli
Domenico Giuseppe Biancolelli, född 1636 och död 1688, var en italiensk skådespelare.
Biancolelli tillhörde den improviserade teatern, och spelade från 1660 med stor framgång i Paris. Han var skaparen av den moderna Harlekins-typen.